# Brook Farm

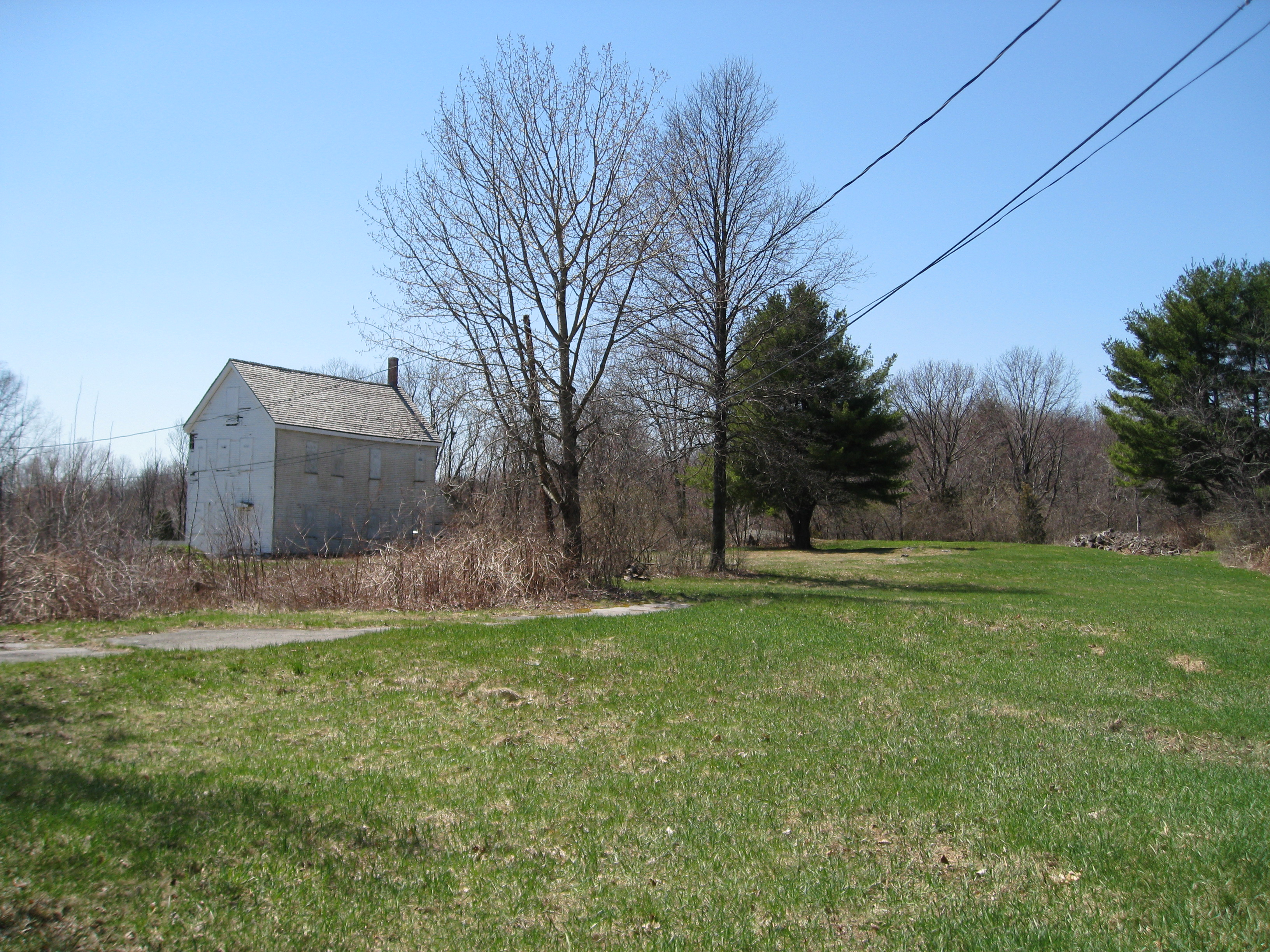
Platsen där Brook Farm var beläget.

Brook Farm, även kallad Brook Farm Institute of Agriculture and Education eller Brook Farm Association for Industry and Education, var ett utopiskt experiment i kollektivt boende i USA under 1840-talet. Initiativtagare var den tidigare unitariske prästen George Ripley och hans fru Sophia Ripley som, tillsammans med andra progressiva, 1841 inledde experimentet vid Ellis Farm i West Roxbury i Massachusetts. Det var inspirerat av transcendentalismen, en religiös och kulturell filosofisk strömning från New England. Experimentet influerade flera av den tidens amerikanska sociala reformrörelser: abolitionismen, arbetarrörelsen och kvinnorörelsen.
Brook Farm bildades som ett aktiebolag och man lovade deltagarna vinstutdelning i utbyte mot att alla utförde en lika stor del av arbetet. Deltagarna ansåg att man genom att dela på arbetsbördan skulle få tid över till fritidsaktiviteter och intellektuella intressen. Livet på Brook Farm byggde på en balans mellan arbete och fritid och att arbeta tillsammans för kollektivets bästa. Varje deltagare fick fritt välja vilka arbetsuppgifter de helst skulle vilja ägna sig åt och alla, inklusive kvinnorna, hade samma lön. Kollektivets intäkter kom från lantbruk, försäljning av handgjorda produkter och avgifter från de många besökarna. Den huvudsakliga inkomstkällan var dock skolan, som sköttes av Sophia Ripley. Man hade förskola, grundskola och en universitetsförberedande skola. Skolan tog emot elever från en rad olika länder och varje barn betalade en skolavgift. Även vuxenundervisning fanns tillgänglig.
Brook Farm lyckades aldrig få en stabil ekonomi och hade svårt att få lantbruket att gå med vinst. År 1844 organiserade deltagarna kollektivet efter Charles Fouriers socialistiska principer och började publicera The Harbinger, en inofficiell tidskrift ämnad att sprida Fouriers idéer. I enlighet med dessa inledde man byggandet av en ambitiös byggnad kallad falangstär. Men när byggnaden, som inte var försäkrad, brann ner fick det katastrofala ekonomiska konsekvenser för kollektivet som det aldrig återhämtade sig från. År 1847 var det helt avvecklat. Trots misslyckandet såg många av deltagarna experimentet som en positiv erfarenhet. Bland kritikerna återfanns Charles Lane som själv grundade ett annat utopiskt samhälle vid namn Fruitlands. En av de ursprungliga medlemmarna vid Brook Farm, Nathaniel Hawthorne, skrev senare en roman om sina erfarenheter; The Blithedale Romance (1852). Efter avvecklandet förföll byggnaderna och de flesta brann ner med tiden. Idag täcks det mesta av marken av en begravningsplats.

## Historia

### Bakgrund och planering

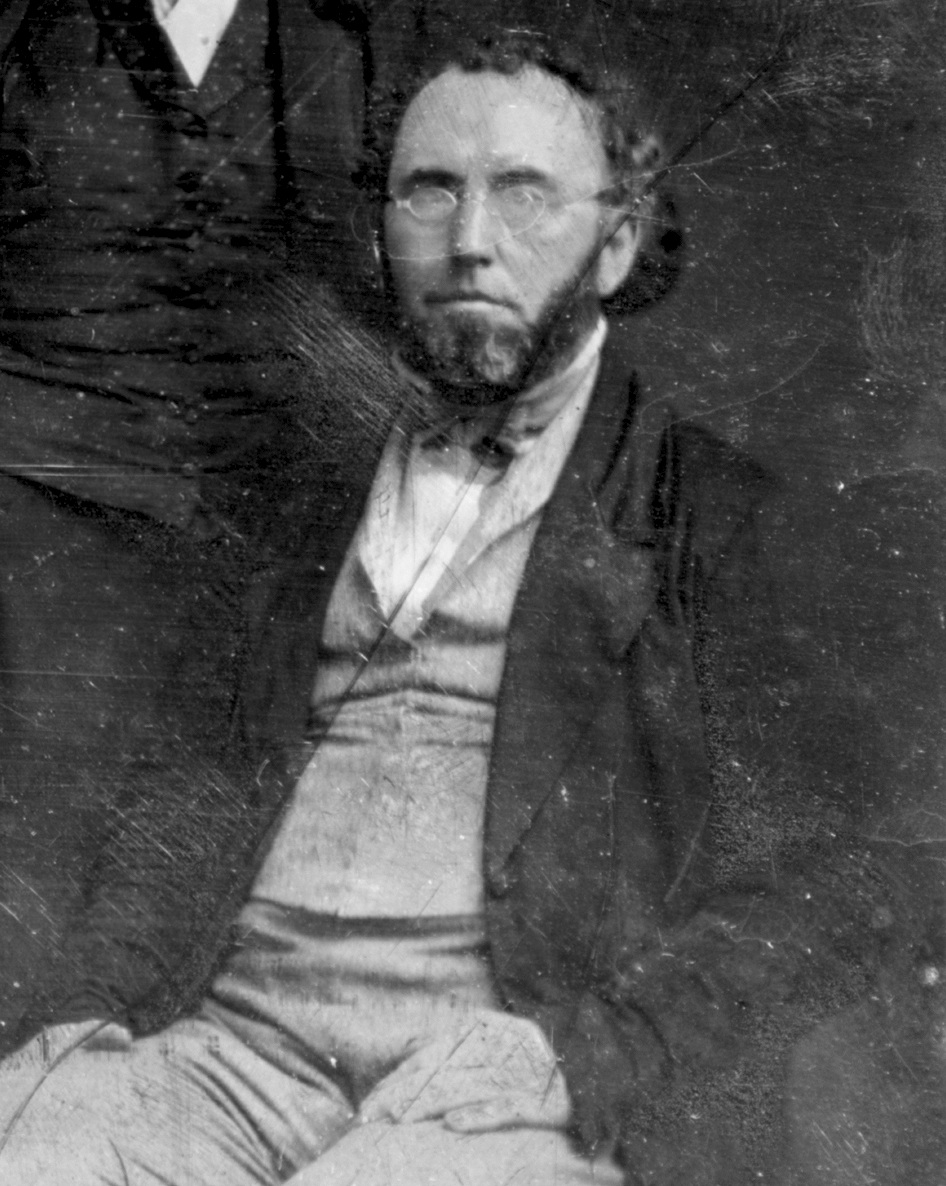
George Ripley grundade Brook Farm i enlighet med transcendentalistiska principer.

George Ripley meddelade i oktober 1840 för Transcendentala klubben att han planerade att grunda ett utopiskt samhälle. Brook Farm, som det skulle heta, byggde på transcendentalismens ideal; grundarna ansåg att man genom att slå samman arbetsbördan kunde upprätthålla kollektivet och samtidigt ha tid över till litterära och vetenskapliga aktiviteter. Tanken var att experimentet skulle tjäna som exempel för resten av världen med "slit utan slavgöra och sann jämlikhet utan dess vulgära sidor". Man ansåg att fysiskt arbete var en förutsättning för psykologiskt välbefinnande och god hälsa. Brook Farm var en av åtminstone 80 samhälleliga experiment i USA under 1840-talet. Det var dock det första sekulära experimentet. Ripley hade förhoppningar om att det skulle tjäna som modell för övriga samhället. Han skrev: "Om det utförs med vishet kommer det att bli ett ljus som skiner över det här landet och den här tidsåldern. Om inte soluppgången, så kommer det att vara morgonstjärnan". Allteftersom fler människor började intresserade sig för planeringen flyttade Ripley möteslokalen från sitt hem till en bokaffär på West Street som ägdes av Elizabeth Palmer Peabody.

### De första åren
Ripley grundade tillsammans med sin fru Sophia ett aktiebolag 1841 med tio andra investerare. Aktierna såldes för $500 styck mot fem procent av vinsten till varje investerare. Aktieägarna fick en röst vardera i omröstningar och flera av dem hade exekutiva positioner. Paret valde en mjölkfarm som plats för experimentet. Den ägdes av Charles och Maria Mayo Ellis i West Roxbury i Massachusetts, i närheten av Theodore Parkers hem. Det första man gjorde var att samla in pengar, bland annat genom ett möte i Peabodys bokaffär för att få ihop $10 000 till köpet av farmen. Köpet genomfördes den 11 oktober 1841 för $10 500, men flera deltagare hade flyttat dit redan i april. Gården var 0,69 km2 stor och belägen omkring 13 kilometer från Boston. Den beskrevs i en pamflett som "en plats med en naturlig skönhet, med en kombination av närhet till staden och en tillbakadragenhet och frihet från ogynnsamma influenser som är ovanlig till och med ute på landet". I köpet ingick även den närliggande gården Keith farm.
Kollektivet uppmärksammades i en publikation för första gången i augusti 1841. Texten "The Community at West Roxbury, Mass." skrevs sannolikt av Elizabeth Palmer Peabody. De tio investerarna utökades snart till 32 personer som alla skulle bli deltagare vid Brook Farm. Skribenten och redaktören Margaret Fuller bjöds in till Brook Farm och även om hon aldrig officiellt anslöt sig besökte hon platsen regelbundet och firade nyårsafton där ett flertal gånger. Ripley fick ta emot många ansökningar från människor som ville ansluta sig till kollektivet, i synnerhet från fattiga och sjuka personer, men medlemskap gavs endast till dem som kunde betala $500 för en aktieandel.
En av de ursprungliga grundarna av Brook Farm var författaren Nathaniel Hawthorne. Hawthorne delade inte idealen fullt ut, utan hoppades att experimentet skulle hjälpa honom att få ihop tillräckligt med pengar för att påbörja ett nytt liv med sin blivande fru Sophia Peabody. Även hon övervägde att flytta dit och besökte platsen i maj 1841, men Hawthorne skickade iväg henne. Ripley var medveten om Hawthornes syn på experimentet och försökte övertala honom att mer helhjärtat engagera sig genom att utse honom till en av sina fyra styrelsemedlemmar, med ansvar för ekonomin. Efter att ha krävt tillbaka sin ursprungliga investering lämnade dock Hawthorne Brook Farm den 17 oktober 1842.
År 1842 bodde över 70 människor inom kollektivet.

### Inspiration från Fourier

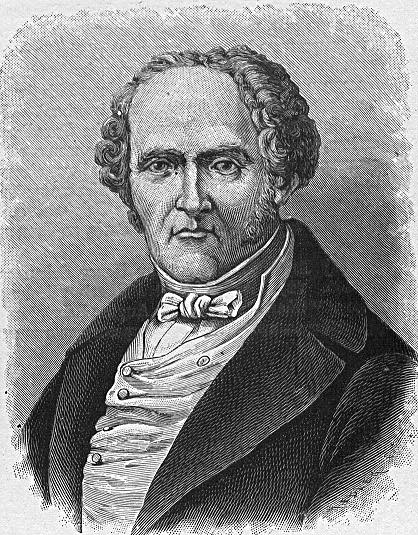
Brook Farm omorganiserades i enlighet med Charles Fouriers principer.

I slutet av 1830-talet blev Ripley alltmer engagerad inom associationismen, en tidig socialistisk rörelse som byggde på Charles Fouriers skrifter. Efter en tid började tidningsredaktören Horace Greeley och andra att försöka påverka Brook Farm-deltagarna att följa Charles Fourier, under tiden som man i kollektivet kämpade för att bli självförsörjande. Albert Brisbane, vars bok The Social Destiny of Man (1840) hade inspirerat Ripley, betalade $500 till Greeley för att få skriva en krönika på framsidan av New York Tribune som publicerades mellan mars 1842 och september 1843. I serien av krönikor, med namnet "Association: or, Principles of a True Organization of Society", argumenterade Brisbane för att Fouriers teorier skulle appliceras i USA. Han publicerade liknande artiklar i transcendentalisternas tidning The Dial 1842. Fouriers samhällsvision innehöll detaljerade planer för specifika byggnader och organiserade roller för deltagarna. Han kallade detta idealsamhälle för en "falanx".
För att förverkliga den visionen påbörjade deltagarna vid Brook Farm, nu officiellt "Brook Farm Association for Industry and Education", byggandet av en ambitiös byggnad kallad Phalanstère. Byggandet inleddes sommaren 1844 och byggnaden var tänkt att kunna rymma 14 familjer och även enskilda personer. Den skulle vara 53x12 meter stor och, med Ripleys ord, innehålla "ett stort och rymligt kök, en matsal för 300-400 personer, två salonger och en rymlig hall eller föreläsningssal".
År 1844 skrev Ripley och två av hans medarbetare en ny konstitution för Brook Farm, vilket var början på experimentets anpassning till Fouriers falanx-system. Många av deltagarna stödde övergången; under en middag till ära åt Fouriers födelsedag utbringade en deltagare en skål för "Fourier, Kristi återkomst". Andra var inte fullt lika entusiastiska och vissa lämnade kollektivet. En av de som övergav experimentet var Isaac Hecker som konverterade till katolicismen och grundade den första amerikanska prästorden, Paulist Fathers år 1858. Många av deltagarna ansåg att den nya modellen var alltför rigid, strukturerad och distanserad från de bekymmerslösa aspekterna som de hade attraherats av från början. Både anhängare och avhoppare kallade den första tiden vid Brook Farm för "de transcendentala dagarna". Ripley blev själv en känd förespråkare av Fouriers teorier och organiserade konvent runtom i New England för att diskutera experimentet.

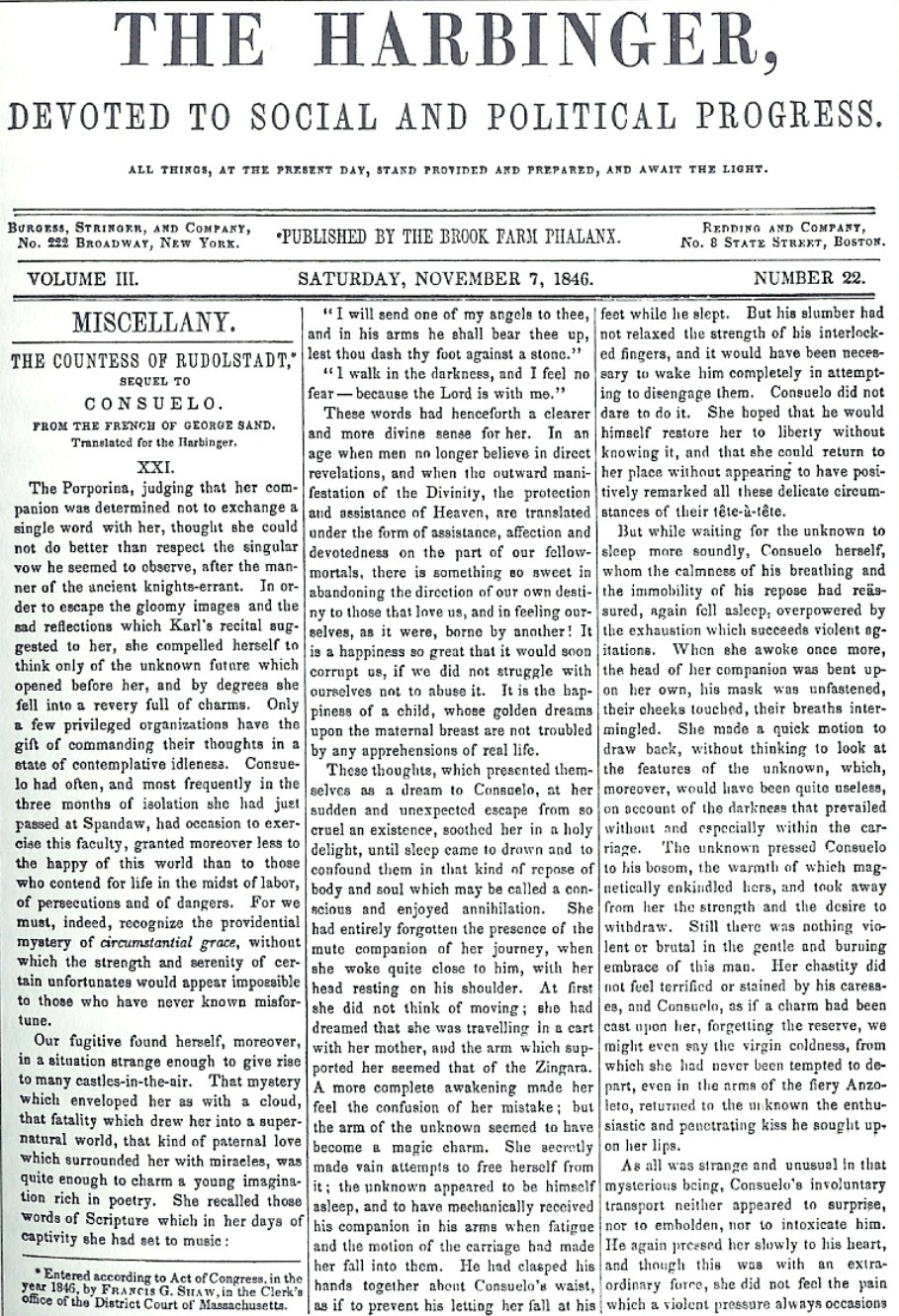
The Harbinger 7 november 1846, tryckt vid Brook Farm

I slutet av år 1844 erbjöds deltagarna vid Brook Farm att ta över två tidningar kopplade till associationismen, Brisbanes The Phalanx och John Allens The Social Reformer. Vid den tidpunkten förfogade Brook Farm över fyra tryckpressar och deltagarna hoppades att övertagandet skulle höja deras status som rörelsens ledare och dessutom inbringa mer pengar. I slutändan beslöt man sig för att slå ihop de två tidningarna till den nya The Harbinger. Den första utgåvan publicerades den 14 juni 1845 och trycktes, till en början veckoligen, fram till oktober 1847. Då förflyttades den till New York under överinseende av George Ripley och Brook Farm-deltagaren Charles Anderson Dana. Det visade sig svårt att hitta ett bra namn till tidningen. Parke Godwin skrev angående förslaget att kalla den The Phalanx:
| ” | Kalla den Pilot, Harbinger, Halycon, Harmonist, The Worker, Architect, The Zodiac, The Pleiad, Iris, Examiner, The Aurora, Crown, Imperial, Independent, Synthesist, Light, Truth, Hope, Teacher, Reconciler, Wedge, Pirate, Seer, Indicator, Tailor, Babe in the Manger, Universe, Apocalypse, Red Dragon, Plant, Beelzebub—the Devil eller vad som helst förutom det meningslösa namnet Phalanx. | „ |

### Förfall och upplösning
Efter omorganiseringen förföll Brook Farm i hastig takt. I oktober 1844 besökte Orestes Brownson Brook Farm och tyckte att "atmosfären på platsen är fruktansvärd". För att spara pengar var man tvungen att göra nedskärningar, i synnerhet vad gällde maten. Kött, kaffe och te drogs in, med undantag för ett separat bord med kött i december 1844. På Thanksgiving det året skänkte en granne en kalkon. Många av deltagarna ansökte om undantag från reglerna och snart bestämdes det att de som ville äta kött fick betala extra. Läget förvärrades ytterligare då smittkoppor började spridas i november 1845; ingen dog men 26 personer smittades. Ripley försökte överkomma de ekonomiska svårigheterna genom att förhandla med borgenärer och aktieägare, som slutligen gick med på att ställa in $7 000 av skulderna.
Byggandet av falangstären fortskred fram till den 3 mars 1846 då byggnaden fattade eld. Inom två timmar hade den helt brunnit ner; brandkåren från Boston anlände för sent. Eldsvådan orsakades sannolikt av en trasig skorsten. Den kostade kollektivet $7 000 då man inte hade försäkrat byggnaden, och det var början på slutet för Brook Farm.
George Ripley, som hade inlett experimentet, lämnade inofficiellt Brook Farm i maj 1846. Många andra gav sig också av, men avvecklandet tog sin tid. En deltagare liknade nedgången vid kronblad från äpplen som sakta faller mot marken, "drömskt och overkligt". Den 5 november 1846 auktionerades Ripleys boksamling, som hade utgjort Brook Farms bibliotek, ut för att täcka skulderna. I slutet hade Brook Farm en skuld på totalt $17 445. Till en vän sa Ripley: "Nu förstår jag hur det skulle kännas att närvara vid sin egen begravning." Han började arbeta för New York Tribune och det tog honom tretton år att betala tillbaka skulderna för Brook Farm, vilket han gjorde 1862.

## Efter Brook Farm

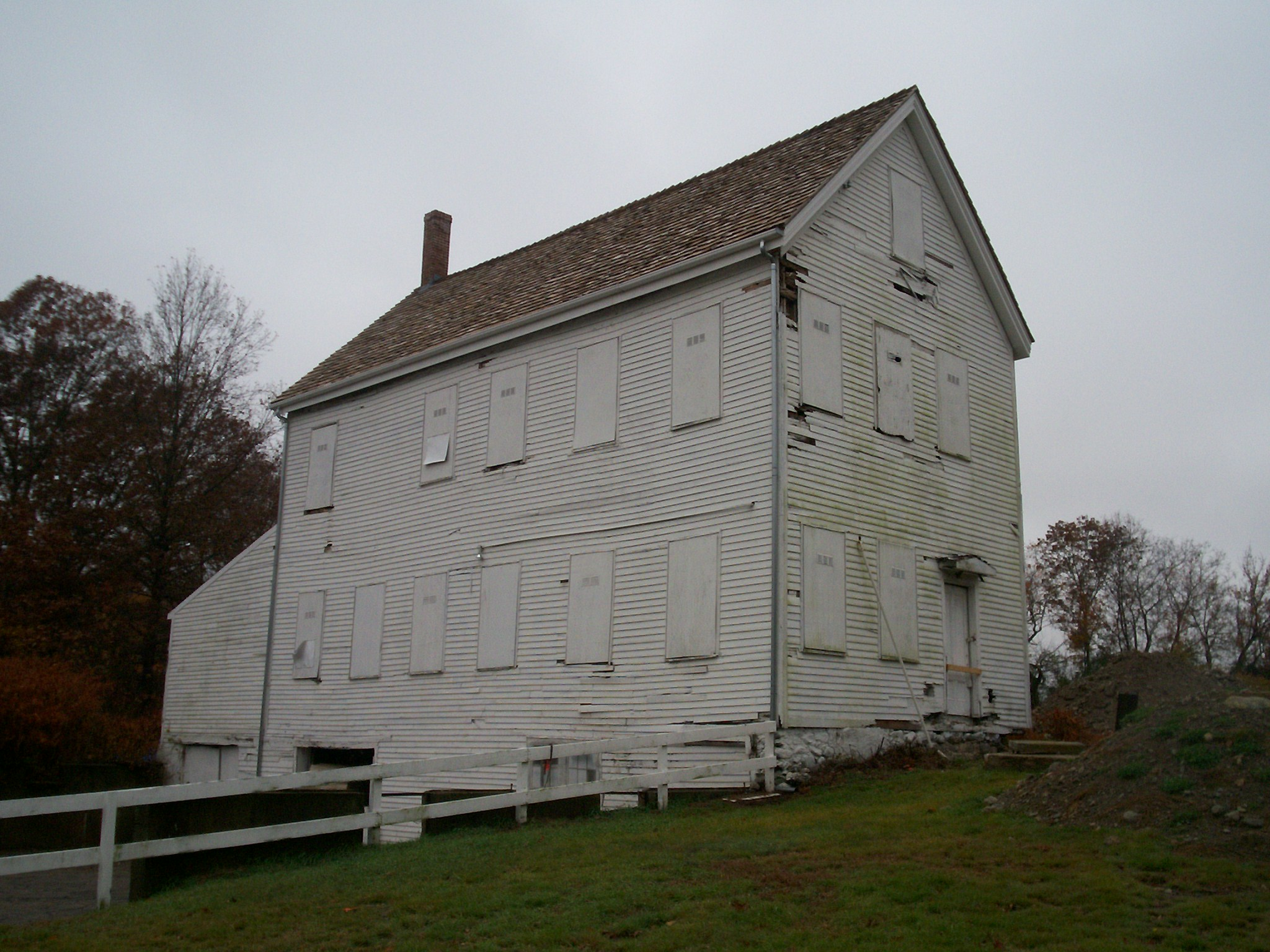
Tryckeriet, byggt runt 1890, är den sista kvarvarande byggnaden från Brook Farm.

År 1849 köpte en man vid namn John Plummer marken där Brook Farm hade varit beläget. Han sålde den sex år senare till James Freeman Clarke, som hade för avsikt att grunda ett nytt kollektiv där. Men under amerikanska inbördeskriget skänkte han den till president Abraham Lincoln och ett militärt regemente från Massachusetts använde marken som träningsläger. Lägret fick namnet "Camp Andrew". Omkring 150 år efter att Brook Farm grundades köpte Metropolitan District Commission (MDC) of Massachusetts 0,60 km2 av den ursprungliga marken. De flesta av de ursprungliga byggnaderna brann ner med tiden, inklusive Margaret Fuller Cottage på 1970-talet. År 1965 utsågs platsen till ett National Historic Landmark i USA och står listat i National Register of Historic Places. Idag är delar av marken där Brook Farm låg del av ett naturreservat och delar av det används som en judisk kyrkogård.

## Landskap och byggnader
Brook Farm döptes efter bäcken ("brook") som rann nära vägen och mynnade ut i Charles River. Den omringades av låga kullar och på ängarna och sluttningarna runtomkring växte orkidéer, tysta dungar och tätare furuskogar. Marken var dock svår att odla.
Marken vid Keith farm som köptes i samband med Ellis farm hade ett funktionellt säteri som medlemmarna vid Brook Farm kallade "The Hive". The Hive blev centrum för sociala aktiviteter och fungerade även som matplats för invånarna. Matsalen rymde 50 personer och biblioteket fylldes med George Ripleys personliga boksamling som gjordes tillgänglig för alla invånare.
Allteftersom kollektivet växte blev det nödvändigt att bygga fler hus för logi och diverse aktiviteter. Den första nya byggnaden var "Nästet" där skollektioner hölls och som även fungerade som gästhus. Paret Ripleys hus kom att kallas Eyrie och byggdes under det andra året. Nästa byggnad som uppfördes var Margaret Fuller Cottage; även om det döptes efter Fuller spenderade hon aldrig en enda natt där. En av invånarna i Brook Farm vid namn Ichabod Morton byggde Pilgrimshuset som döptes till ära för hans hemstad Plymouth. Den två och en halv våningar höga byggnaden byggdes samma år och kostade nästan $5 000 att uppföra.
Morton bodde endast två veckor i huset varefter det användes för allmän logi och tvättstuga. Byggandet av husen, inklusive ett växthus och små hantverksbodar, förminskade snabbt kollektivets förmögenhet.

## Livet på Brook Farm

### Arbete och ekonomi
Invånarna i Brook Farm var även aktieägare i bolaget och utlovades fem procent av den årliga vinsten alternativt gratis utbildning för en elev. I utbyte mot 300 dagars arbete per år fick man gratis husrum och mat. Var och en fick utföra det arbete som de mest tilltalades av och alla, inklusive kvinnorna, hade lika mycket betalt. Arbetsfilosofin var, enligt Ripley, att "få till stånd ett mer harmoniskt band mellan intellektuellt och fysiskt arbete än det existerar idag; att kombinera tänkaren och arbetaren i så hög utsträckning som möjligt". Vissa i kollektivet tillverkade skor, andra var lärare. Man försökte se alla som jämlikar oavsett arbetsuppgift. I utbyte mot arbete garanterades invånarna även flera andra förmåner, inklusive medicinsk vård, utbildning inom diverse ämnen och underhållning. Det förekom vissa konflikter mellan olika typer av arbetare, delvis på grund av att lärarna ansåg sig vara mer aristokratiska än de övriga; men, som historikern Charles Crowe konstaterade, så "fungerade alla aspekter av samhällslivet med förvånande liten friktion" i allmänhet.
Brook Farm tog emot omkring 1 150 besökare per år och alla fick betala för vistelsen. Mellan november 1844 och oktober 1845 fick man in $425 från besöksavgifter. Bland gästerna återfanns teologen Henry James, Sr., skulptören William Wetmore Story, musikern John Sartain och den brittiska sociala reformatorn Robert Owen.
Trots sina flera inkomstkällor var kollektivet redan från början konstant skuldsatt. Man hade problem med jordbruket, framförallt beroende på jordens dåliga bördighet och en otillräcklig arbetskraft. Den dominerande grödan var hö som såldes till låga priser; grönsaker, mjölk och frukt producerades inte i tillräckligt stor skala för att kunna säljas med vinst. Egendomen intecknades fyra gånger mellan 1841 och 1845. Man vande sig vid att spendera pengar innan man hade samlat ihop dem. En invånare skrev: "Jag tror att problemet ligger i att vi inte har haft affärsmän som skött våra affärer... de ibland oss som kan affärer ser detta misstag".

### Utbildning
Den 29 september 1841 bildades "Brook Farm Institute of Agriculture and Education". Skolan var den mest direkta inkomstkällan (och ibland den enda) för Brook Farm och drog till sig elever från så långt borta som Kuba och Filippinerna. Barn under tolv år fick betala tre och en halv dollar per vecka, och till en början fick pojkar över tolv år betala fyra dollar i veckan och flickor fem. I augusti 1842 gjordes avgifterna lika för både pojkar och flickor. Vuxenundervisning erbjöds även på kvällarna. Vuxna kunde bland annat läsa moralfilosofi, tyska och modern europeisk historia.
Man hade en förskola för barn under sex år, en grundskola för barn under tio år och en sex år lång universitetsförberedande skola. Varje elev hade en kvinna från kollektivet som ansvarade för dennes garderob, personliga vanor och träning. Bland lärarna fanns tre tidigare elever från Harvard Divinity School (George Ripley, George Bradford, John Sullivan Dwight) och flera kvinnor (Ripleys fru Sophia, hans syster Marianne och hans kusin Hannah, såväl som Georgianna Bruce och Abby Morton). Ripley var ansvarig för engelskaundervisningen och var känd för sin avslappnade lärarstil. Dana talade tio olika språk och undervisade i dessa. Dwight undervisade i musik och latin. Eleverna studerade europeiska språk och litteratur och kunde frivilligt lägga till konstvetenskap. Grundskolan ansvarade Sophia Ripley och Marianne Ripley för. De använde en progressiv pedagogik med barnet i centrum som har jämförts med John Deweys senare reformer. Flera personer kommenterade Sophia Ripleys hängivenhet till skolan; under sex år missade hon endast två lektioner.

### Fritid
Invånarna i Brook Farm spenderade det mesta av tiden till att studera eller arbeta på gården, men de såg alltid till att avsätta tid för avkoppling och lek under dagen. På fritiden ägnade man sig bland annat åt musik, dans, kortspel, teater, maskerader, slädesåkning och skridskoåkning. En gång i veckan samlades alla vid The Hive för en dans tillägnad de unga kvinnorna i kollektivet. Kvinnorna bar kransar med vilda tusenskönor på huvudet, och varje vecka fick den bäst klädda kvinnan en speciellt inköpt krans. I slutet av varje dag samlades många av invånarna för att utföra "symbolen för universell enighet", då de stod i en cirkel och höll varandra i händerna och svor en ed för "sanning till Guds sak och mänskligheten".
Trots de ekonomiska svårigheterna tycks invånarna ha varit positivt inställda under hela experimentet. Den sociala struktur de levde i krävde en osjälvisk inställning och man utförde nästan alltid sina uppgifter, vilket var ett krav för att förtjäna fritid. Fritiden var ett viktigt inslag i Brook Farm-filosofin. Som Elizabeth Palmer Peabody skrev för The Dial i januari 1842: "Ingen ska ägna sig uteslutande åt fysiskt arbete... Detta samhälle strävar efter rikedom, inte i den metalliska representationen av rikedom, utan i den meningen att... fritiden ska leva i själens alla fakulteter".

### Kvinnornas roll
Kvinnorna på Brook Farm hade möjlighet att ägna sig åt andra aktiviteter än de typiska för kvinnor på den tiden, och deras arbete värderades högt. Vissa av deras uppgifter var klassiska uppgifter för kvinnor, såsom matlagning och städning. Men under skördeperioden tilläts de arbeta på fälten och männen hjälpte till med tvättandet under kyliga dagar. En anledning till att kvinnor kunde vara friare i Brook Farm var att ingen särskild religion var påbjuden, vilket dämpade de patriarkala värderingar som hörde till religion vid den tiden. Gemenskapen lade stor vikt vid individuell frihet vilket innebar att kvinnor kunde agera autonomt i förhållande till sina män och även tilläts vara självständiga aktieägare. Kvinnorna spelade också en viktig roll i att skaffa inkomster till kollektivet. Många arbetade med att tillverka kepsar, kragar, halsband, underärmar med mera som såldes i butiker i Boston. Kvinnor deltog i skolan, både som lärare och elever. Ett flertal kvinnliga skribenter besökte Brook Farm då den blev känd för sin utbildning av kvinnor. George Ripleys fru Sophia, som hade skrivit en feministisk essä för The Dial innan hon flyttade till Brook Farm, var högutbildad och kunde undervisa i historia och utländska språk i kollektivet.